# Campeonato Italiano de Rugby 1949-50
El Campeonato de Rugby de Italia de 1949-50 fue la vigésima edición de la primera división del rugby de Italia.

## Sistema de disputa
El torneo se disputó en formato liga en donde cada equipo enfrentaba a cada uno de sus rivales en condición de local y de visitante.
El equipo que al finalizar el campeonato se ubique en la primera posición se corona campeón del torneo.

## Desarrollo
- Tabla de posiciones:[1]

| Pos. | Equipo            | Encuentros | Encuentros | Encuentros | Encuentros | Tantos | Tantos | Tantos | Puntos |
| Pos. | Equipo            | PJ         | PG         | PE         | PP         | F      | C      | Dif    | Puntos |
| ---- | ----------------- | ---------- | ---------- | ---------- | ---------- | ------ | ------ | ------ | ------ |
| 1.º  | Rugby Parma       | 21         | 15         | 2          | 4          | 236    | 80     | +156   | 32     |
| 2.º  | Amatori Milano    | 21         | 14         | 1          | 6          | 157    | 78     | +79    | 29     |
| 3.º  | Rovigo            | 21         | 9          | 6          | 6          | 145    | 80     | +65    | 24     |
| 4.º  | Rugby Roma        | 21         | 10         | 4          | 7          | 119    | 92     | +27    | 26     |
| 5.º  | Petrarca Rugby    | 21         | 8          | 4          | 9          | 96     | 92     | +4     | 20     |
| 6.º  | Napoli            | 21         | 7          | 6          | 8          | 73     | 77     | -4     | 20     |
| 7.º  | A.S. Rugby Milano | 21         | 7          | 5          | 9          | 91     | 128    | -37    | 19     |
| 8.º  | Rugby Brescia     | 21         | 8          | 2          | 11         | 127    | 151    | -24    | 18     |
| 9.º  | Rugby Bologna     | 21         | 6          | 1          | 14         | 99     | 215    | -116   | 13     |
| 10.º | Giovinezza        | 21         | 4          | 5          | 12         | 74     | 170    | -96    | 13     |
| 10.º | Genova            | 21         | 4          | 5          | 12         | 79     | 187    | -108   | 13     |
| 12.º | Ginnastica Torino | 0          | 0          | 0          | 0          | 0      | 0      | 0      | 0      |

|  | Campeón.  |
|  | Descenso. |

### Campeón
| Bandera de Italia   |
| Campeón Rugby Parma |
| Primer título       |